# 587
Évszázadok: 5. század – 6. század – 7. század
Évtizedek: 530-as évek – 540-es évek – 550-es évek – 560-as évek – 570-es évek – 580-as évek – 590-es évek – 600-as évek – 610-es évek – 620-as évek – 630-as évek
Évek: 582 – 583 – 584 – 585 –  586 – 587 – 588 – 589 – 590 – 591 – 592

## Események

### Bizánci Birodalom
- A bizánci-perzsa háborúban Philippikosz fővezér betegsége miatt nem tudja vezetni a seregeket, ezért, helyettese, Hérakleiosz (a későbbi császár apja) intéz támadásokat perzsa területre. Maurikiosz császár az év végén leváltja Philippikoszt, helyét Priszkosz veszi át.
- A Balkánon Komentiolosz tízezres sereget gyűjt össze az avarok és szlávok ellen. Az Al-Dunánál legyőzi a szlávokat és megpróbálja elfogni Baján avar kagánt, de annak sikerül elmenekülnie.

### Európa
- I. Reccared vizigót király feladja ariánus vallását és áttér a katolicizmusra. Az arisztokrácia nagy része követi példáját, de dél-galliai tartományában, Septimaniában ariánus felkelésekre kerül sor.
- A Meroving Birodalomban Fredegund királyné, Neustria régense megpróbálja meggyilkoltatni Guntram burgundiai királyt, de nem jár sikerrel.
- A gyermektelen Guntram formálisan is szövetséget köt elhunyt fivére feleségével, Brünhildával és örökösévé nyilvánítja unokaöccsét, II. Childebertet.
- II. Childebert lemondatja I. Leutfred alemann herceget és Uncilint nevezi ki helyére.
- Guntram követeket küld II. Waroch breton herceghez, aki vazallusi esküt tesz neki és megígéri hogy felhagy a frank területek fosztogatásával.
- Meghal Æscwine, Essex megalapítója. Utóda fia, Sledd.

### Kelet-Ázsia
- Ven, a kínai Szuj-dinasztia császára felszámolja a vazallus Nyugati Liang dinasztia önállóságát; annak császára, Csing hercegi címet kap kárpótlásul.
- Meghal Jómei japán császár. Az utódlást illetően konfliktus tör ki a buddhista Szoga és sintóista Mononobe klánok között. Miután a sigiszani csatában megölik a Mononbe klán vezetőjét, a Szogák jelöltje, Szusun (Jómei egyik öccse) kerül a trónra.
- A türk polgárháborúban meghal a Güktürk Birodalom keleti felének két trónkövetelője, Isbara és Apa kagán; az országrész Isbara öcsének, Bagának uralma alá kerül. A nyugati fél továbbra is Tardué marad.

## Születések
- II. Theuderic, frank király

## Halálozások
- Jómei, japán császár
- Radegund,[1] I. Clothar frank király felesége
- Æscwine, essexi király
- Isbara, türk kagán
- Apa, türk kagán
- Varáha Mihira, indiai csillagász, asztrológus

## Fordítás
- Ez a szócikk részben vagy egészben  a(z)   587 című angol Wikipédia-szócikk ezen változatának fordításán alapul.  Az eredeti cikk szerkesztőit annak laptörténete sorolja fel. Ez a jelzés csupán a megfogalmazás eredetét és a szerzői jogokat jelzi, nem szolgál a cikkben szereplő információk forrásmegjelöléseként.